# Zenitdistans

Zenitdistans är 0 i zenit, 90° på den astronomiska horisonten och 180° i nadir.

Zenitdistansen (z), i horisontens koordinatsystem, är komplementvinkeln till höjden, dvs. skillnaden mellan höjden och en rät vinkel.
Inom geodesin används uttrycket vertikalvinkel (VV) med samma innebörd.